# Tabuelan
Tabuelan est une municipalité de la province de Cebu, au nord-ouest de l'île de Cebu, aux Philippines.

## Détails
Elle est entourée des municipalités de Tuburan (sud), San Remigio (nord), Borbon-Sogod (est) et du détroit de Tañon (ouest).
Elle est administrativement constituée de 12 barangays (quartiers/districts/villages) :
- Bongon
- Kanlim-ao
- Kanluhangon
- Kantubaon
- Dalid
- Mabunao
- Maravilla
- Olivo
- Poblacion
- Tabunok
- Tigbawan
- Villahermosa

Sa population en 2019 est d'environ 26 000 habitants.